# 1806
Évszázadok: 18. század – 19. század – 20. század
Évtizedek: 1750-es évek – 1760-as évek – 1770-es évek – 1780-as évek – 1790-es évek – 1800-as évek – 1810-es évek – 1820-as évek – 1830-as évek – 1840-es évek – 1850-es évek
Évek: 1801 – 1802 – 1803 – 1804 –  1805 – 1806 – 1807 – 1808 – 1809 – 1810 – 1811

## Események
- január 1. – Napóleon császár kezdeményezésére Franciaországban a forradalmi naptár helyett visszatérnek a Gergely-naptár használatára
- július 12. – Tizenhat birodalmi rend elhatározza, hogy kiválik a Német-római Birodalomból és I. Napóleon francia császár protektorátusával létrehozza a Rajnai SZövetséget.[1]
- augusztus 6. – Napóleon császár követelésére a Habsburg–Lotaringiai-házból származó II. Ferenc lemond a német-római-császári címéről, ezzel formailag is megszűnik a Német-római Birodalom.[2]
- október 9. – Poroszország hadat üzen Franciaországnak.[3]
- október 27. – Napóleon bevonul Berlinbe.[3]
- november 21. – Napóleon császár kihirdeti a kontinentális zárlatot. Egész Európának megtiltja, hogy Nagy-Britanniával kereskedjék.[4]

### Határozatlan dátumú események
- Megindul Kultsár István lapja, a Hazai Tudósítások, az első magyar hírlap Pesten.
- Paul Johann Anselm von Feuerbach bajor igazságügy-miniszter elrendeli a kínzások eltörlését a bajor büntetőjogi eljárásokban.

## Születések
- április 1. – Franz Eybl osztrák biedermeier festő († 1880)
- május 12. – Johan Vilhelm Snellman finn filozófus, irodalmár, újságíró és államférfi († 1881)
- május 20. – John Stuart Mill brit filozófus († 1873)
- augusztus 11. – Willem Hendrik de Vriese holland botanikus († 1862)
- október 25. – Max Stirner német államellenes filozófus († 1856)
- november 11. – Rottenbiller Lipót magyar politikus, Pest város polgármestere († 1870)
- november 19. – Benczur József magyar evangélikus tanár († 1886)
- november 27. – Kosztolányi Mór, az 1848–49-es szabadságharc honvéd ezredese († 1884)

## Halálozások
- február 13. – Ambrózy Sámuel, evangélikus prédikátor (* 1748)
- március 3. – Barcsay Ábrahám, magyar királyi testőr, a klasszicista költészet egyik alakja, a magyar testőrírók közé tartozott (* 1742)
- április 12. – Boczkó Dániel, evangélikus lelkész, püspök (* 1751)
- június 23. – Mathurin Jacques Brisson, francia zoológus és természettudományi filozófus (* 1723)
- augusztus 3. – Michel Adanson, francia természettudós, botanikus (* 1727)
- augusztus 10. – Michael Haydn, osztrák klasszicista zeneszerző, Joseph Haydn öccse (* 1737)
- augusztus 22. – Jean-Honoré Fragonard, francia festő és grafikus (* 1732)